# Charles Liviero
Charles Liviero (Vicence, 29 mai 1866 - Fano, 7 juillet 1932) est un ecclésiastique italien, évêque de Città di Castello de 1910 à 1932, fondateur des Petites Servantes du Sacré-Cœur et reconnu bienheureux par l'Église catholique.

## Biographie
Ordonné prêtre en 1888, il est curé à Gallio puis à Agna, dans la basse vallée du Pô. Il est nommé évêque de Città di Castello le 6 janvier 1910 par le pape Pie X et reçoit la consécration épiscopale de Mgr Louis Pellizzo. Il prend possession du siège épiscopal le 28 juin. Un mois après son arrivée, il crée l'hebdomadaire diocésain Voce di popolo. Il fonde ensuite une école élémentaire (1912), un cinéma (1912) un pensionnat pour les étudiants (1915), puis une bibliothèque du Sacré-Cœur et une bibliothèque itinérante (1919).
En juillet 1915, il fonde la pieuse œuvre du Sacré-Cœur de Jésus pour les orphelins de guerre et les enfants abandonnés et, pour gérer l'œuvre, crée la congrégation des Petites Servantes du Sacré-Cœur en août 1915. Blessé dans un accident de voiture le 24 juin 1932 à Fano, il est hospitalisé pour blessures graves à l'hôpital Santa Croce de Fano où il meurt le 7 juillet 1932. Il est enterré dans le cimetière de Città di Castello mais en 1933 ses restes sont déplacés dans la crypte de la cathédrale.
Le premier évêque à parler de la possibilité de promouvoir une cause de béatification est Mgr Pompée Ghezzi. En 2000, le pape Jean-Paul II le reconnaît vénérable. Le 16 décembre 2006, Benoît XVI autorise la congrégation pour les causes des saints à publier le décret reconnaissant un miracle attribué à l'intercession de Liviero en 1983 : une femme avait contracté le tétanos et entrait dans un coma irréversible avec complications bronchopulmonaires, hépatiques, métaboliques et hémolytiques. Les Petites Servantes commencèrent à prier Liviero et deux jours plus tard son état s'améliorait. La béatification présidée par le cardinal José Saraiva Martins est célébrée le 27 mai 2007 sur la place de la cathédrale de Città di Castello.

## Distinction
| : commandeur de l'ordre des Saints-Maurice-et-Lazare |